# Русскій воєнний корабль, іді… !
«Ру́сскій воє́нний кора́бль, іді́… !» — українська поштова марка, випущена 12 квітня 2022 року на знак вшанування героїзму українських прикордонників з острова Зміїний. Випущена у двох номіналах: як марка «Русскій воєнний корабль, іді…! Слава Україні!» W (вартість 44 грн, для відправлень за кордон) та як марка «Русскій воєнний корабль, іді…! Героям слава!» F (вартість 23 грн, для відправлень Україною). До поштового випуску також входять картка і конверт. Це перша марка, випущена в країні в умовах воєнного стану.
Наклад марки став історичним для України — 1 млн, вона стала рекордсменкою продажу: за перші 5 днів продали 500 тис. екземплярів.

## Історія
24 лютого 2022 року в ході російського вторгнення в Україну гарнізон українських прикордонників, дислокований на острові Зміїний, був атакований російськими кораблями. На пропозицію капітана крейсера «Москва» здатися в полон один з морських піхотинців, Роман Грибов, дав експресивну відповідь російською, в якій лайка сполучалась з твердим наміром залишатися вірним Батьківщині. Фраза «Русский военный корабль, иди на хуй!» миттєво стала широко відомою та спричинила значний суспільний резонанс. Попри нецензурну форму вислову, її оцінювали схвально як адекватну відповідь на неспровоковану агресію Росії.
Укрпошта оголосила конкурс на дизайн поштової марки, за назву якої було обрано згаданий вислів. На конкурс надіслали свої ескізи близько 500 художників. Перемогу отримав макет кримського художника Бориса Гроха, який після окупації Криму у 2014 році переїхав до Львова. За його макет марки віддали 1 700 голосів із загалом 8 000. На основі цього макету було створено два варіанти поштової марки: «Русскій воєнний корабль, іді…! Слава Україні!» W і «Русскій воєнний корабль, іді…! Героям слава!» F. Обидві марки приймаються до оплати у всіх поштових відділеннях України.
Випуск обох марок відбувся 12 квітня 2022 року. Урочисту презентацію з погашенням провели одночасно в багатьох містах України. На церемонії погашення у Харкові були присутні Роман Грибов і відомий український письменник Сергій Жадан. Погашення штемпелями Автономної Республіки Крим, Севастополя, Херсону, які на момент випуску перебували в зони окупації, відбулось у Києві.
За результатами конкурсу та народного голосування, які на початку 2023 року провела Укрпошта, звання «Найкращої воєнної поштової марки України 2022 року» отримала марка «Русскій воєнний корабль, іді … !». За неї проголосували майже 198 тисяч українців, а загалом до визначення кращої поштової марки долучилося близько 650 тисяч громадян.
Марка «Русскій воєнний корабль, іді …» була визнана найкращою у світі у 2022 році в номінації премії «World Post & Parcel Awards 2023».

## Опис
На марці зображено морського піхотинця у військовому вбранні з опущеною зброєю в руках, який дивиться на російський крейсер вдалині. Це, судячи з бортового номера, ракетний крейсер «Москва». Марки обох номіналів надруковані на аркуші по 6 штук. Марки різних номіналів різняться написами:
- для номіналу 44 грн — у верхньому лівому куті марки міститься горизонтальний напис «Україна» українською (великими літерами) та англійською (дрібним шрифтом) мовами. На полях маркового аркуша надруковано написи двома мовами: «Русскій воєнний корабль, іді…!», «Russian warship, go…!», «Слава Україні!», «Glory to Ukraine!»[2];
- для номіналу 23 грн — вертикально орієнтований напис «Україна» двома мовами міститься з лівої сторони марки. На полях маркового аркуша надруковано двома мовами: «Русскій воєнний корабль, іді…!», «Russian warship, go…!», «Героям слава!», «Glory to heroes!».

Різні закінчення фрази відповідають офіційному вітанню українських військовиків «Слава Україні! Героям слава!», що є також всенародним патріотичним девізом.
Марки надруковані офсетним способом. Наклад кожного з номіналів становить 500 000 штук.

### Русскій воєнний корабль, іді…!
| —                        |                |                |
| ------------------------ | -------------- | -------------- |
| Дата випуску             | 12 квітня 2022 | 12 квітня 2022 |
| Номер за каталогом       | № 1985         | № 1984         |
| Формат марки             | 40,5х30 мм     | 40,6х26 мм     |
| Формат маркового аркуша  | 148х86 мм      | 105х105 мм     |
| Кількість марок в аркуші | 6 (3х2)        | 6 (2х3)        |
| Тираж кожної марки       | 500 000        | 500 000        |
| Номінал марки            | W              | F              |
| Спосіб друку             | офсет          | офсет          |
| Автор                    | Борис Грох     | Борис Грох     |

### Продаж
З 12 квітня 2022 року марка надійшла у продаж до інтернет-магазину Укрпошти та головпошт у регіонах України, за винятком Криму, Донецької, Луганської та Херсонської областей, де продаж був неможливим через окупацію. Для цих регіонів було зарезервовано певну частку накладу для реалізації після закінчення війни.
Наступного дня після випуску крейсер «Москва» був знищений ракетним ударом ВМС України, що спричинило підвищений інтерес до марки. Протягом тижня було розпродано 700 тисяч екземплярів, і 20 квітня генеральний директор Укрпошти Ігор Смілянський оголосив про завершення продажу у відділеннях, а залишок — 100 тисяч екземплярів — продаватимуть через онлайн-магазин. 22 квітня комплект марок у конверті з автографом Романа Грибова був проданий на благодійному аукціоні Укрпошти за 5 млн гривень. Отримані гроші компанія пожертвувала на потреби української армії.

## Поштові картка і конверт

Поштова картка «Русскій воєнний корабль, іді…!»
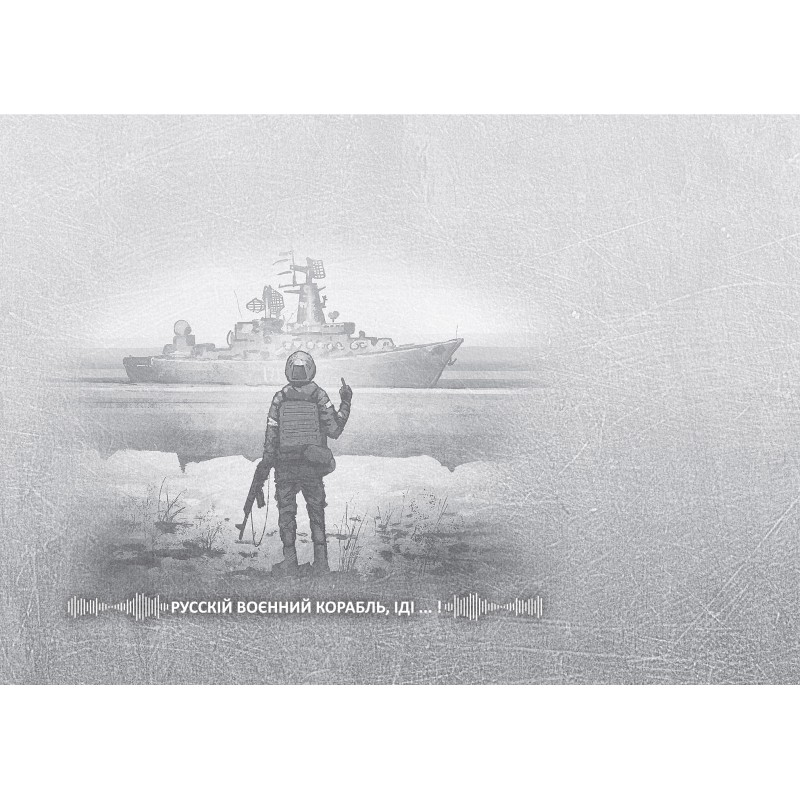
Поштовий конверт «Русскій воєнний корабль, іді…!»